# Mélanie Henique
Mélanie Henique (Amiens, 22 december 1992) is een Franse zwemster.

## Carrière
Bij haar internationale debuut, op de wereldkampioenschappen zwemmen 2009 in Rome, strandde Henique in de series van de 50 meter vlinderslag.
Tijdens de Europese kampioenschappen zwemmen 2010 in Boedapest veroverde de Française de bronzen medaille op de 50 meter vlinderslag. Op de 4x100 meter wisselslag vormde ze samen met Alexandra Putra, Sophie de Ronchi en Mylène Lazare een team in de series, in de finale eindigden Putra en De Ronchi samen met Aurore Mongel en Camille Muffat op de zesde plaats. Op de wereldkampioenschappen kortebaanzwemmen 2010 in Dubai werd Henique uitgeschakeld in de halve finales van de 50 meter vlinderslag en in de series van de 100 meter vlinderslag.
In Shanghai nam de Française deel aan de wereldkampioenschappen zwemmen 2011, op dit toernooi sleepte ze de bronzen medaille in de wacht op de 50 meter vlinderslag.
Tijdens de Europese kampioenschappen kortebaanzwemmen 2012 in Chartres legde Henique, op de 50 meter vlinderslag, beslag op de bronzen medaille. Samen met Laure Manaudou, Fanny Babou en Anna Santamans veroverde ze de bronzen medaille op de 4x50 meter wisselslag, op de 4x50 meter vrije slag eindigde ze samen met Camille Muffat, Charlotte Bonnet en Anna Santamans op de vierde plaats.

## Internationale toernooien
| Jaar | Olympische Spelen | WK langebaan        | WK kortebaan                             | EK langebaan                                                          | EK kortebaan                                                                        |
| ---- | ----------------- | ------------------- | ---------------------------------------- | --------------------------------------------------------------------- | ----------------------------------------------------------------------------------- |
| 2009 |                   | 26e 50m vlinderslag |                                          |                                                                       | geen deelname                                                                       |
| 2010 |                   |                     | 10e 50m vlinderslag 18e 100m vlinderslag | 50m vlinderslag · 6e 4x100m wisselslag · Henique zwom enkel de series | geen deelname                                                                       |
| 2011 |                   | 50m vlinderslag     |                                          |                                                                       | geen deelname                                                                       |
| 2012 | geen deelname     |                     | geen deelname                            | geen deelname                                                         | 50m vlinderslag · 4e 4x50m vrije slag · 4x50m wisselslag · 4x50m wisselslag gemengd |

## Persoonlijke records
Bijgewerkt tot en met 23 november 2012
Kortebaan
| Afstand          | Tijd  | Datum            | Plaats   |
| ---------------- | ----- | ---------------- | -------- |
| 50m vlinderslag  | 25,67 | 23 november 2012 | Chartres |
| 100m vlinderslag | 58,32 | 3 december 2010  | Chartres |

Langebaan
| Afstand          | Tijd  | Datum            | Plaats   |
| ---------------- | ----- | ---------------- | -------- |
| 50m vlinderslag  | 25,86 | 30 juli 2011     | Shanghai |
| 100m vlinderslag | 58,74 | 12 december 2009 | Doha     |